# Rainer Mersiowsky
Rainer Mersiowsky (* 4. Juli 1943 in Dresden; † 5. Juni 1997 in Cottbus) war ein deutscher Maler und Grafiker.

## Leben und Werk
Mersiowsky machte eine Ausbildung zum Werbegrafiker und studierte von 1968 bis 1973 bei Fritz Eisel und Gerhard Kettner an der Hochschule für Bildende Künste in Dresden. Danach arbeitete er in Cottbus freischaffend als Maler und Grafiker. Mit seinen Landschaftsbildern, Stillleben und Porträts wird er stilistisch der „Neuen Figuration“ zugerechnet.
Mersiowsky machte in der DDR auch Auftragsarbeiten, z. B. 1981 das große Wandbild „Der Mensch – Maß aller Dinge“ (Acryl auf geschliffenem Lackuntergrund) am Bezirkskrankenhaus Cottbus, 1983 für das Ministerium für Nationale Verteidigung der DDR das Tafelbild „Panzerfahrer“ (Mischtechnik, 133 × 113 cm; heute im Militärhistorischen Museum der Bundeswehr), großformatige Bilder mit Cottbus-Motiven in der damaligen Cottbuser Seniorenbegegnungsstätte Görlitzer Straße/Stadtring, die Entwürfe eines Bronzemedaillons für Hermann von Pückler für den Pücklerstein im polnischen Teil des Muskauer Parks (1991) und eine Gedenktafel für Ernst von Houwald am Neuhaus in Lübben.
Mersiowsky arbeitete auch als Lehrer an der Kulturakademie Cottbus. Er war bis 1990 Mitglied des Verbands Bildender Künstler der DDR.
Einige seiner baugebundenen Arbeiten wurden nach der deutschen Wiedervereinigung abgerissen.

## Rezeption
Mersiowsky „entwickelte für sich einen Symbolismus durch die Reduktion. Die Farbigkeit tendiert zum Monochrom, Gegenstände werden isoliert und eingefroren, die Zeit ist angehalten. Die so mit Sinnhaftigkeit überlasteten und vorgeführten Gegenstände … fordern Interpretation.“
„Die oftmals bis zur Schroffheit kühle Distanziertheit seiner Arbeiten war auch Selbstschutz eines verletzlichen Menschen“.

## Werke
- Stillleben (1977, Öl, 119 × 82 cm; Kunstarchiv Beeskow)
- Industrielandschaft (1977, Öl)[6]
- Urs (1979, Öl)[7]
- Billard um halb zwölf (1979, Öl)[8]
- Gunhild Hoffmeister (1979, Öl; Brandenburgisches Landesmuseum für Moderne Kunst)[8]
- Stillleben mit Thermosflasche und Bauarbeiterhelm (1981, Öl)[9]

## Ausstellungen

### Ausstellungsbeteiligungen in der DDR
- 1974, 1979, 1984: Cottbus, Bezirkskunstausstellungen
- 1974 und 1978: Frankfurt/Oder, Galerie Junge Kunst („Junge Künstler der DDR“)
- 1981: Dresden („25 Jahre NVA“)
- 1986: Cottbus („Soldaten des Volkes – dem Frieden verpflichtet“)
- 1986: Cottbus, Staatliche Kunstsammlungen („Bekenntnis und Tat“)
- 1987/1988: Dresden, X. Kunstausstellung der DDR

### Postume Ausstellungen
- 2021: Cottbus (Schaufensterausstellung „Die Kunst zieht um die Häuser – Werke aus der Sammlung des BLMK“)